# Jezioro Karpiowe
Jezioro Karpiowe – jezioro w woj. zachodniopomorskim, w powiecie wałeckim, w gminie wiejskiej Wałcz, leżące na terenie Równiny Wałeckiej.

## Dane morfometryczne
Powierzchnia zwierciadła wody według różnych źródeł wynosi od 5,0 ha do 5,71 ha (lustra wody i ogólna).
Zwierciadło wody położone jest na wysokości 109,4 m n.p.m.

## Hydronimia
Według spisu opracowanego przez Komisję Nazw Miejscowości i Obiektów Fizjograficznych (KNMiOF) nazwa tego jeziora to Jezioro Karpiowe.  Dane z państwowego rejestru nazw geograficznych nie podają nazw obocznych tego jeziora. W niektórych publikacjach jezioro to występuje pod nazwą Okoniowe, podając jednocześnie Karpiowe jako nazwę oboczną.